# Nogometni Klub Bela Krajina
Il Nogometni Klub Bela Krajina è una società calcistica slovena con sede nella città di Črnomelj.
Fondato nel 1930, il club nella stagione 2013-2014 milita nella Druga slovenska nogometna liga.

## Storia
Il club fu fondato il 17 novembre 1930 con la denominazione di Športni klub Bela krajina, abbreviato in SKB. Disputarono i campionati della Ljubljanska nogometna podzveza fino all'interruzione bellica dei campionati conseguente alla seconda guerra mondiale. Nel dopoguerra militò nelle serie inferiori a livello locale del campionato jugoslavo di calcio.
Dopo l'indipendenza della Slovenia (1991), il club nella stagione 2003-2004 sfiorò la promozione nel massimo campionato sloveno chiudendo il campionato cadetto al secondo posto e perdendo il playoff promozione contro il Drava Ptuj; il club fu comunque ripescato in massima serie, la prva slovenska nogometna liga, per via della rinuncia di altre squadre. Nella stagione 2005-2006, il Bela Krajina si classificò al nono e penultimo posto ma riuscì a conquistare la salvezza avendo la meglio nei playout sul Dravinja, ancorché solo in base alla regola dei gol in trasferta. Nella stagione 2006-07 il Bela Krajina terminò il campionato all'ultimo posto retrocedendo in Seconda Lega. Rimasero nel campionato cadetto, la Druga Liga, fino alla stagione 2013–14, quando si classificarono all'ultimo posto con conseguente retrocessione. Ai risultati ottenuti sul campo si aggiunsero le difficoltà societarie: non essendo riusciti a ottenere una licenza per la Terza Lega, furono costretti a ripartire dai campionati intercomunali.
Il NK Bela Krajina si sciolse al termine della stagione 2015–16.

## Stadio
Il club gioca le gare casalinghe allo stadio "Loka", che ha una capacità di 1600 posti a sedere.

## Palmarès

### Competizioni nazionali
- Druga slovenska nogometna liga: 1

2003-2004
- Tretja slovenska nogometna liga: 1

2000-2001

### Altri piazzamenti
- Druga slovenska nogometna liga:

Secondo posto: 2003-2004
Terzo posto: 2007-2008